# Rakov Škocjan (Cerknica)
Rakov Škocjan is een plaats in Slovenië en maakt deel uit van de gemeente Cerknica in de NUTS-3-regio Notranjskokraška.